# افتراض الأقل خطورة
الافتراض الأقل خطورة هو اتباع نهج شامل للسياسة التعليمية والتربوية. وينص هذا الافتراض على أنه "في غياب بيانات قاطعة، ينبغي أن تستند القرارات التعليمية إلى افتراضات، إذا كانت خاطئة، فسيكون لها أقل تأثير خطير على الطالب". صاغت آن دونيلان، الباحثة في التربية الخاصة، هذا المفهوم عام 1984. يرتبط هذا المبدأ ارتباطًا وثيقًا بمجالي الإعاقة الذهنية واضطراب التواصل، على الرغم من إمكانية تطبيقه بشكل أعم في مجال التعلم والتعليم، وما بعده. في معظم السياقات التي يُستخدم فيها، ينص المبدأ على أنه ينبغي للمرء، في غياب دليل على عكس ذلك، افتراض الكفاءة، بدلاً من عدم الكفاءة، لدى الآخرين.
يمكن اعتبار "افتراض الكفاءة" أقل الافتراضات خطورةً على شخص ما، لأن هذا المبدأ ينص على أن افتراض كفاءة شخص آخر، والخطأ في ذلك، أقل ضررًا من افتراض عدم كفاءته والخطأ في ذلك. لنأخذ مثالًا لمعلم غير متأكد من مدى فهم طالب معين (يعاني من ضعف شديد في التواصل) لما يُقال له. ينص المبدأ على أن افتراض فهم الطالب لكل ما يُقال، والخطأ في ذلك، أقل خطورةً من افتراض عدم فهمه لأي شيء يُقال، والخطأ في ذلك. في ظل هذا الافتراض الأخير، يكمن الخطر في أن يتحدث المعلم مع الطالب قليلاً (أو، في حالة متطرفة، قد لا يتحدث المعلم مع الطالب على الإطلاق). وهذا أمر "خطير" لأنه يحرم الطفل من الفوائد المعروفة لبيئة غنية باللغة. بناءً على الافتراض السابق، فإن الخطر يكمن في أن المعلم سوف يتحدث كثيرًا مع الطالب، وهو ما يعتبره أنصار هذا النهج أقل خطورة.
تدور المناقشات حول الاستخدام العملي للكفاءة المفترضة حول التفسير الذاتي لمصطلح "البيانات القاطعة". لا سيما عندما يتعلق الأمر باتخاذ قرارات تعليمية معقدة بشأن برامج مخصصة للأفراد ذوي الإعاقة.

## النقد
يعتقد بعض المحترفين أن المصطلح والمفهوم يمثلان مشكلة لعدة أسباب، وعلى وجه الخصوص جمعية النطق واللغة والسمع الأمريكية، التي تدعو إلى عدم افتراض أي شيء، سواء كان ذلك تجاه الكفاءة أو عدم الكفاءة، مستشهدة باتصال الفلسفة بالتواصل الميسر (وهي تقنية غير موثوقة يدعم فيها الميسر أو يوجه يد أو ذراع شخص غير لفظي لمساعدته على الكتابة أو الإشارة إلى الحروف، بزعم التواصل).